# Meloe opacus
Meloe opacus es una especie de coleóptero de la familia Meloidae.

## Distribución geográfica
Habita en California.